# Daydreaming (пісня)
"Daydreaming" — пісня англійського рок-гурту Radiohead, спродюсована багаторічним продюсером Radiohead Найджелом Ґодрічем. Пісня являє собою фортепіанну баладу зі струнними, аранжовану гітаристом Radiohead Джонні Ґрінвудом. Вона вийшла для завантаження 6 травня 2016 року як другий і останній сингл з дев'ятого студійного альбому Radiohead A Moon Shaped Pool, що супроводжувався музичним відео режисера Пола Томаса Андерсона.

## Запис
«Daydreaming» була написана групою на основі музики Джонні Ґрінвуда, який грав на піаніно під час джему, без вокаліста Тома Йорка, який додав вокал і текст на іншій сесії. Пісня була закінчена на початку сесій Radiohead на студії La Fabrique у Франції. Йорк описав її як «прорив».
Для вступу гурт сповільнив запис, створивши ефект детонації. Партії струнних, записані на лондонській RAK Studios, були аранжовані гітаристом Джонні Ґрінвудом і виконані Лондонським сучасним оркестром під керівництвом Г'ю Бранта. Раніше оркестр вже працював з Ґрінвудом над його музикою до фільму Майстер 2012 року. Ґрінвуд попросив віолончелістів налаштувати свої віолончелі, створивши таким чином звук схожий на «гарчання». Віолончеліст Олівер Коутс розповідав: «Найджел, Джонні і Том мають дивовижний зв'язок, і під час запису вони були досить жвавими. Я пам'ятаю, як ми записували партію віолончелі в кінці „Daydreaming“, і Том сказав: „Ось воно — це і є звучання альбому“».

## Музика і текст
«Daydreaming» — це балада з «простим, сумним» фортепіанним мотивом та ембієнтними, електронними та оркестровими елементами. Вона закінчується реверсивним, маніпульованим вокалом; при реверсуванні здається, що Йорк співає «Половина мого життя», «Я знайшов своє кохання» або «Кожна хвилина — половина мого кохання». Деякі критики вважали, що текст пісні забарвлений розставанням вокаліста Radiohead Тома Йорка з Рейчел Оуен, з якою вони були разом протягом 23 років.. Pitchfork зазначили, що цей період був «приблизно стільки ж, скільки Radiohead випускають музику», і побачив у пісні «розплату з тими роками, і, так чи інакше, елегію для них».

## Музичне відео
Режисером кліпу «Daydreaming» став Пол Томас Андерсон, для якого Ґрінвуд написав кілька музичних саундтреків до фільмів. У кліпі Йорк проходить крізь низку дверей і проходів, що ведуть до різних не пов'язаних між собою місць, включаючи готель, лікарню, пральню та цілодобовий магазин. Врешті-решт він піднімається на засніжений пагорб, заходить у печеру і промовляє фінальні слова пісні, лежачи біля вогнища.

## Промо та реліз
Сингл «Daydreaming» вийшов для завантаження 6 травня 2016 року на сайті Radiohead, а також на стрімінгових і цифрових медіа-сервісах. Андерсон і гурт розіслали 35-міліметрові копії кліпу у вибрані кінотеатри із пропозицією показати його. 16 липня 2016 року Radiohead оголосили фан-конкурс на створення віньєтки до кліпу на альтернативну версію «Daydreaming» з додатковими струнними.

## Відгуки
Pitchfork поставив «Daydreaming» на 24 місце серед найкращих пісень 2016 року, яка поступилась іншому треку з A Moon Shaped Pool — «True Love Waits», на 9 місці.